# Christian Stoll (Gitarrenbauer)

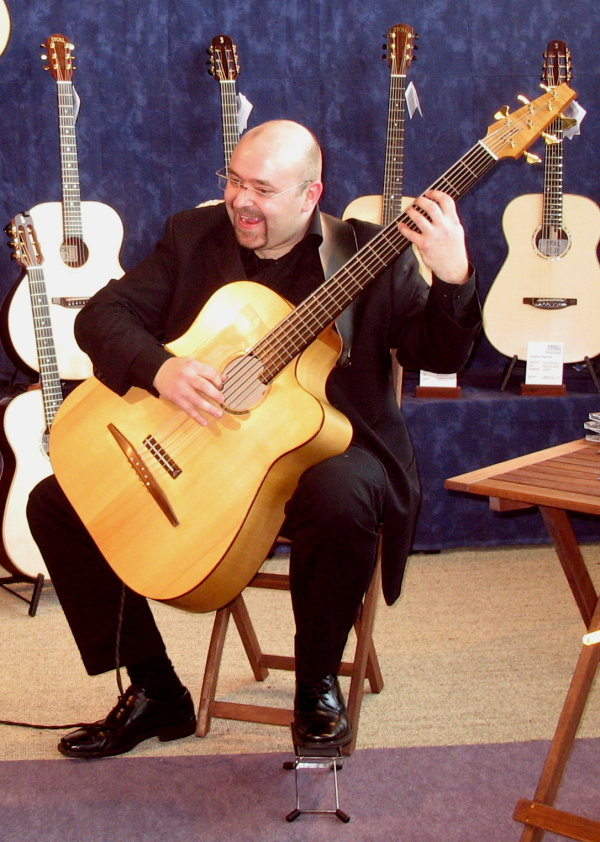
Sechssaitiger bundierter Stoll Akustikbass

Christian Stoll (* 1959) ist ein deutscher Gitarrenbauer.
In seinem Unternehmen im Taunus werden Gitarren von vier Mitarbeitern in Handarbeit hergestellt.
Während Stoll sich anfangs schwerpunktmäßig dem Bau von E-Gitarren und Bässen widmete, konzentriert er sich seit Beginn der 1990er auf die Perfektionierung akustischer Gitarren. Sein Hauptaugenmerk liegt hierbei auf solider Verarbeitung und Klangoptimierung. Das Spektrum geht von der Schülergitarre bis zum Solisteninstrument.
Eines der bekanntesten Modelle aus dem Hause Stoll ist der Akustikbass. Der Korpus ist deutlich größer als der einer Gitarre und unterscheidet sich damit wesentlich von anderen Instrumenten dieses Genres. Der Bass lässt sich dennoch im Sitzen oder Stehen spielen. Das erhöhte Volumen und eine spezielle Konstruktion der Decke erzeugen einen druckvollen ausgewogenen Klang, der dem Instrument in der einschlägigen Presse den Namen Kontrabass zum Umhängen verliehen hat.
Zu Stolls Kunden gehören Tony Sheridan, Rainer Schacht von Ganz Schön Feist, Michael Hofmann (Kopf und Gründer von Chantal) und Ralf Gauck.